# Tongle, Heilongjiang
Tongle (kinesiska: 同乐, 同乐乡) är en sockenhuvudort i Kina. Den ligger i provinsen Heilongjiang, i den nordöstra delen av landet, omkring 160 kilometer norr om provinshuvudstaden Harbin. Antalet invånare är 17 409. Befolkningen består av 8 412 kvinnor och 8 997 män. Barn under 15 år utgör 13,0 %, vuxna 15-64 år 80 %, och äldre över 65 år 5,0 %.
Runt Tongle är det ganska tätbefolkat, med 67 invånare per kvadratkilometer. Närmaste större samhälle är Sanhe, 10,4 km sydväst om Tongle. Trakten runt Tongle består till största delen av jordbruksmark.
Genomsnittlig årsnederbörd är 937 millimeter. Den regnigaste månaden är juli, med i genomsnitt 264 mm nederbörd, och den torraste är januari, med 12 mm nederbörd.